# UEFA Regions’ Cup 2019
Der  UEFA Regions’ Cup 2019 war die 11. Auflage des UEFA Regions’ Cup, der von der UEFA organisierten Europameisterschaft für regionale Amateurauswahlmannschaften.
Die Finalrunde des Turniers wurde vom 18. bis zum 26. Juni 2019 vom Bayerischen Fußball-Verband ausgerichtet. Im Finale besiegte die Auswahl aus Niederschlesien (Polen) die deutsche Auswahl, welche durch den Bayerischen Fußball-Verband gestellt wurde, mit 3:2. Nach dem Erfolg beim UEFA Regions' Cup 2007 war es der zweite Titel für die niederschlesische Auswahl. Der Titelverteidiger Zagreb aus Kroatien schied in der Zwischenrunde aus.

## Modus
Der Titel des Europameisters der Amateure wird in einem Finalturnier zwischen acht qualifizierten Teams ausgespielt. Die acht Teams bilden zwei Gruppen a 4 Teams. Die beiden Gruppensieger erreichen das Finalspiels und spielen den Europameister aus.
Für das Finalturnier qualifizieren sich die acht Sieger der acht Zwischenrunden. An den Zwischenrunden nehmen insgesamt 32 Teams in 8 Gruppen teil. Gastgeber der Zwischenrunde ist jeweils ein Team aus der jeweiligen Gruppe.
27 Teams sind für die Zwischenrunde gesetzt. Die weiteren fünf Startplätze ermitteln die verbleibenden 12 Teams in einer Vorrunde mit 3 Gruppen a 4 Teams. Die Gruppensieger und die zwei besten Gruppenzweiten der Vorrunde qualifizieren sich für die Zwischenrunde. In der Vorrunden und der Zwischenrunde spielten jeweils die Teams einer Gruppen ein Turnier mit je einem Spiel gegen jeden Gruppengegner.
Der Gruppenspielplan der Vorrunde, der Zwischenrunde und des Finalturniers setzt sich gemäß dem Reglement des UEFA Regions' Cup wie folgt zusammen (Regulations Articles 19.04 and 19.07):
| Spieltag   | Spiele       |
| ---------- | ------------ |
| Spieltag 1 | 1 v 4, 3 v 2 |
| Spieltag 2 | 1 v 3, 2 v 4 |
| Spieltag 3 | 2 v 1, 4 v 3 |

Dabei finden zwischen jedem Spieltag, außer zwischen Spieltag 1 und 2 des Finalturniers, je zwei Erholungstage statt. Beim Finalturnier findet zwischen Spieltag 1 und 2 nur ein Erholungstag statt.

## Teams
Jeder der 55 UEFA-Mitgliedsverbände konnte eine regionale Amateurauswahlmannschaft als Vertreter zum Turnier entsenden. Insgesamt nahmen 39 Teams am 11. UEFA Regions’ Cup teil.

### Teilnehmende Teams
| Runde         | Nr. | Verband / Nation        | Team                                 | Qualifikation                      | UEFA Regions' Cup Coefficient | Lostopf |
| ------------- | --- | ----------------------- | ------------------------------------ | ---------------------------------- | ----------------------------- | ------- |
| Zwischenrunde | 1   | Kroatien                | Zagreb                               | Nationaler Vorentscheid 2018       | 13.667                        | A       |
| Zwischenrunde | 2   | Irland                  | Ulster                               | Nationaler Vorentscheid 2018       | 13.333                        | A       |
| Zwischenrunde | 3   | Spanien                 | Castilla y León                      | Nationaler Vorentscheid 2017–18    | 12.667                        | A       |
| Zwischenrunde | 4   | Russland                | Southern Region                      | Nationaler Vorentscheid 2017/18    | 12.333                        | A       |
| Zwischenrunde | 5   | Italien                 | Toscana                              | Trofeo delle Regioni Juniores 2017 | 12.000                        | A       |
| Zwischenrunde | 6   | Türkei                  | Istanbul                             | Nationaler Vorentscheid 2018       | 11.333                        | A       |
| Zwischenrunde | 7   | Ungarn                  | Győr-Moson-Sopron                    | Nationaler Vorentscheid 2017       | 11.000                        | A       |
| Zwischenrunde | 8   | Deutschland             | Bayern (Bayerischer Fußball-Verband) | Regionale Amateurmannschaft        | 10.667                        | A       |
| Zwischenrunde | 9   | Polen                   | Dolny Śląsk (Niederschlesien)        | Nationaler Vorentscheid 2017       | 10.333                        | B       |
| Zwischenrunde | 10  | Tschechien              | Hradec Králové                       | Nationaler Vorentscheid 2018       | 10.000                        | B       |
| Zwischenrunde | 11  | Nordirland              | Mid-Ulster/County Antrim             | Nationaler Vorentscheid 2018       | 9.167                         | B       |
| Zwischenrunde | 12  | Ukraine                 | Lviv Oblast                          | FFU Regions' Cup 2018              | 9.000                         | B       |
| Zwischenrunde | 13  | Bulgarien               | South-West Region                    | Regionale Amateurmannschaft        | 9.000                         | B       |
| Zwischenrunde | 14  | Frankreich              | Ligue de football de Normandie       | Nationaler Vorentscheid 2018       | 8.000                         | B       |
| Zwischenrunde | 15  | England                 | North Riding                         | FA Inter-League Cup 2017–18        | 7.667                         | B       |
| Zwischenrunde | 16  | Serbien                 | Vojvodina                            | Nationaler Vorentscheid 2018       | 7.667                         | B       |
| Zwischenrunde | 17  | Belarus                 | Energetik-BGATU Minsk                | Nationaler Vorentscheid 2017       | 7.333                         | C       |
| Zwischenrunde | 18  | Bosnien und Herzegowina | East Sarajevo                        | Nationaler Vorentscheid 2018       | 7.333                         | C       |
| Zwischenrunde | 19  | Slowakei                | West Slovakia                        | Nationaler Vorentscheid 2017       | 7.000                         | C       |
| Zwischenrunde | 20  | Aserbaidschan           | Uğur                                 | AFFA Amateur League 2016–17        | 7.000                         | C       |
| Zwischenrunde | 21  | Portugal                | Braga                                | Taça das Regiões 2018              | 7.000                         | C       |
| Zwischenrunde | 22  | Schweiz                 | Vaud                                 | Nationaler Vorentscheid 2018       | 6.000                         | C       |
| Zwischenrunde | 23  | Lettland                | DFA                                  | Latvian Second League 2017         | 5.667                         | C       |
| Zwischenrunde | 24  | Malta                   | Gozo                                 | Regionale Amateurmannschaft        | 5.667                         | C       |
| Zwischenrunde | 25  | San Marino              | San Marino                           | Nationale Amateurmannschaft        | 5.000                         | D       |
| Zwischenrunde | 26  | Moldau                  | Ialoveni                             | Nationaler Vorentscheid 2018       | 5.000                         | D       |
| Zwischenrunde | 27  | Finnland                | Kaarinan Pojat (West District)       | Nationaler Vorentscheid 2017       | 5.000                         | D       |
| Vorrunde      | 28  | Nordmazedonien          | Amateurs Macedonia                   | Regionale Amateurmannschaft        | 4.833                         | 1       |
| Vorrunde      | 29  | Rumänien                | Buzău County                         | Nationaler Vorentscheid 2018       | 4.667                         | 1       |
| Vorrunde      | 30  | Israel                  | Ironi Tiberias                       | Liga Alef play-off 2017–18         | 4.667                         | 1       |
| Vorrunde      | 31  | Schottland              | Central Scotland                     | Regionale Amateurmannschaft        | 4.333                         | 1       |
| Vorrunde      | 32  | Litauen                 | Nevėžis                              | LFF I lyga 2017                    | 4.333                         | 1       |
| Vorrunde      | 33  | Schweden                | Kozara (Region Göteborg)             | Nationaler Vorentscheid 2018       | 4.000                         | 1       |
| Vorrunde      | 34  | Slowenien               | Maribor                              | Nationaler Vorentscheid 2018       | 4.000                         | 1       |
| Vorrunde      | 35  | Wales                   | South Wales                          | Nationaler Vorentscheid 2018       | 3.333                         | 1       |
| Vorrunde      | 36  | Griechenland            | Evia                                 | Nationaler Vorentscheid 2018       | 2.667                         | 1       |
| Vorrunde      | 37  | Estland                 | Paide Linnameeskond III              | Estonian Small Cup 2017            | 2.000                         | 1       |
| Vorrunde      | 38  | Kasachstan              | Dostar Astana                        | Nationaler Vorentscheid 2017       | 1.000                         | 1       |
| Vorrunde      | 39  | Georgien                | Chabonama                            | Nationaler Vorentscheid 2017       | —                             | 1       |

| Albanien  | Andorra    | Armenien    | Österreich    |
| Belgien   | Zypern     | Dänemark    | Färöer        |
| Gibraltar | Island     | Kosovo      | Liechtenstein |
| Luxemburg | Montenegro | Niederlande | Norwegen      |

### Auslosung der Vor- und Zwischenrunde
Die Auslosung der Vorrunden und der Zwischenrunden fand am 6. Dezember 2017 in der UEFA Zentrale in Nyon statt.
Es kam folgender Modus zur Anwendung:
- Für die Vorrunde wurden 12 Teams auf 3 Gruppen a 4 Teams aufgeteilt. Dabei waren keine Teams gesetzt.
- Bei der Auslosung der Zwischenrunde wurden 32 Teams in 8 Gruppen a 4 Teams aufgeteilt. Je Gruppe bestand aus je einem Team aus Topf A, Topf B und Topf C, sowie aus einem Team entweder aus Topf D oder einem der 5 Teams die sich über die Vorrunde für die Zwischenrunde qualifizierten (zum Zeitpunkt der Auslosung waren diese 5 Teams noch nicht bekannt):
  - Der Sieger der Gruppe A der Vorrunde wurde Gruppe 1 zugeteilt.
  - Der Sieger der Gruppe B der Vorrunde wurde Gruppe 2 zugeteilt.
  - Der Sieger der Gruppe C der Vorrunde wurde Gruppe 3 zugeteilt.
  - Der beste Zweitplatzierte der Vorrunde wurde in Gruppe 4 eingeteilt.
  - Der zweitbeste Zweitplatzierte der Vorrunde wurde in Gruppe 5 eingeteilt.
  - Die 3 Teams aus Topf D wurden den Gruppen 6 bis 8 zugelost.

Aus politischen Gründen wurden Russland und die Ukraine nicht in dieselbe Gruppe gelost. Die Gastgeber der Vorrunden und der Zwischenrunden wurden nach der Auslosung ausgewählt.

## Vorrunde
Die drei Gruppensieger sowie die zwei besten Gruppenzweiten qualifizierten sich für die Zwischenrunde.

### Gruppe A
| Pl.                           | Verein             | Sp. | S | U | N | Tore    | Diff. | Punkte |
| ----------------------------- | ------------------ | --- | - | - | - | ------- | ----- | ------ |
| 1.                            | Amateurs Macedonia | 3   | 2 | 0 | 1 | 003:200 | +1    | 06     |
| 2.                            | South Wales (H)    | 3   | 2 | 0 | 1 | 010:200 | +8    | 06     |
| 3.                            | Evia               | 3   | 1 | 1 | 1 | 003:600 | −3    | 04     |
| 4.                            | Kozara             | 3   | 0 | 1 | 2 | 002:800 | −6    | 01     |
| Quelle: UEFA, Stand: Endstand |                    |     |   |   |   |         |       |        |

| H | Host |

### Gruppe B
| Pl.                           | Verein           | Sp. | S | U | N | Tore    | Diff. | Punkte |
| ----------------------------- | ---------------- | --- | - | - | - | ------- | ----- | ------ |
| 1.                            | Buzău County     | 3   | 3 | 0 | 0 | 009:200 | +7    | 09     |
| 2.                            | Maribor (H)      | 3   | 1 | 1 | 1 | 005:600 | −1    | 04     |
| 3.                            | Central Scotland | 3   | 0 | 2 | 1 | 005:600 | −1    | 02     |
| 4.                            | Chabonama        | 3   | 0 | 1 | 2 | 003:800 | −5    | 01     |
| Quelle: UEFA, Stand: Endstand |                  |     |   |   |   |         |       |        |

| H | Host |

### Gruppe C
| Pl.                           | Verein                  | Sp. | S | U | N | Tore    | Diff. | Punkte |
| ----------------------------- | ----------------------- | --- | - | - | - | ------- | ----- | ------ |
| 1.                            | Nevėžis (H)             | 3   | 3 | 0 | 0 | 017:300 | +14   | 09     |
| 2.                            | Ironi Tiberias          | 3   | 2 | 0 | 1 | 010:500 | +5    | 06     |
| 3.                            | Dostar Astana           | 3   | 1 | 0 | 2 | 003:600 | −3    | 03     |
| 4.                            | Paide Linnameeskond III | 3   | 0 | 0 | 3 | 001:170 | −16   | 0      |
| Quelle: UEFA, Stand: Endstand |                         |     |   |   |   |         |       |        |

| H | Host |

### Zweitplatzierte Teams
| Pl.                           | Verein         | Sp. | S | U | N | Tore    | Diff. | Punkte | Gruppe |
| ----------------------------- | -------------- | --- | - | - | - | ------- | ----- | ------ | ------ |
| 1.                            | South Wales    | 3   | 2 | 0 | 1 | 010:200 | +8    | 06     | A      |
| 2.                            | Ironi Tiberias | 3   | 2 | 0 | 1 | 010:500 | +5    | 06     | C      |
| 3.                            | Maribor        | 3   | 1 | 1 | 1 | 005:600 | −1    | 04     | D      |
| Quelle: UEFA, Stand: Endstand |                |     |   |   |   |         |       |        |        |

## Zwischenrunde
Die acht Sieger der acht Zwischenrunden qualifizieren sich für das Finalturnier.

### Gruppe 1
| Pl.                           | Verein                       | Sp. | S | U | N | Tore    | Diff. | Punkte |
| ----------------------------- | ---------------------------- | --- | - | - | - | ------- | ----- | ------ |
| 1.                            | Southern Region              | 3   | 2 | 1 | 0 | 007:200 | +5    | 07     |
| 2.                            | BraGT                        | 3   | 2 | 1 | 0 | 005:300 | +2    | 07     |
| 3.                            | Mid-Ulster/County Antrim (H) | 3   | 1 | 0 | 2 | 003:400 | −1    | 03     |
| 4.                            | Amateurs Macedonia           | 3   | 0 | 0 | 3 | 001:700 | −6    | 0      |
| Quelle: UEFA, Stand: Endstand |                              |     |   |   |   |         |       |        |

| H | Host |

### Gruppe 2
| Pl.                           | Verein           | Sp. | S | U | N | Tore    | Diff. | Punkte |
| ----------------------------- | ---------------- | --- | - | - | - | ------- | ----- | ------ |
| 1.                            | Munster/Ulster   | 3   | 1 | 2 | 0 | 007:400 | +3    | 05     |
| 2.                            | North Riding (H) | 3   | 1 | 1 | 1 | 005:700 | −2    | 04     |
| 3.                            | West Slovakia    | 3   | 0 | 3 | 0 | 005:500 | ±0    | 03     |
| 4.                            | Buzău County     | 3   | 0 | 2 | 1 | 003:400 | −1    | 02     |
| Quelle: UEFA, Stand: Endstand |                  |     |   |   |   |         |       |        |

| H | Host |

### Gruppe 3
| Pl.                           | Verein        | Sp. | S | U | N | Tore    | Diff. | Punkte |
| ----------------------------- | ------------- | --- | - | - | - | ------- | ----- | ------ |
| 1.                            | Zagreb        | 3   | 3 | 0 | 0 | 019:100 | +18   | 09     |
| 2.                            | Normandie (H) | 3   | 2 | 0 | 1 | 017:400 | +13   | 06     |
| 3.                            | DFA           | 3   | 1 | 0 | 2 | 003:160 | −13   | 03     |
| 4.                            | Nevėžis       | 3   | 0 | 0 | 3 | 001:190 | −18   | 0      |
| Quelle: UEFA, Stand: Endstand |               |     |   |   |   |         |       |        |

| H | Host |

### Gruppe 4
| Pl.                           | Verein                | Sp. | S | U | N | Tore    | Diff. | Punkte |
| ----------------------------- | --------------------- | --- | - | - | - | ------- | ----- | ------ |
| 1.                            | Istanbul              | 3   | 3 | 0 | 0 | 012:300 | +9    | 09     |
| 2.                            | South-West Region (H) | 3   | 2 | 0 | 1 | 009:600 | +3    | 06     |
| 3.                            | Energetik-BGTTU Minsk | 3   | 1 | 0 | 2 | 007:120 | −5    | 03     |
| 4.                            | South Wales           | 3   | 0 | 0 | 3 | 002:900 | −7    | 0      |
| Quelle: UEFA, Stand: Endstand |                       |     |   |   |   |         |       |        |

| H | Host |

### Gruppe 5
| Pl.                           | Verein         | Sp. | S | U | N | Tore    | Diff. | Punkte |
| ----------------------------- | -------------- | --- | - | - | - | ------- | ----- | ------ |
| 1.                            | Bayern (H)     | 3   | 2 | 0 | 1 | 009:200 | +7    | 06     |
| 2.                            | Vojvodina      | 3   | 2 | 0 | 1 | 005:200 | +3    | 06     |
| 3.                            | Gozo           | 3   | 2 | 0 | 1 | 005:300 | +2    | 06     |
| 4.                            | Ironi Tiberias | 3   | 0 | 0 | 3 | 001:130 | −12   | 0      |
| Quelle: UEFA, Stand: Endstand |                |     |   |   |   |         |       |        |

| H | Host |

### Group 6
| Pl.                           | Verein          | Sp. | S | U | N | Tore    | Diff. | Punkte |
| ----------------------------- | --------------- | --- | - | - | - | ------- | ----- | ------ |
| 1.                            | Castilla y León | 3   | 3 | 0 | 0 | 005:100 | +4    | 09     |
| 2.                            | Lviv Oblast (H) | 3   | 2 | 0 | 1 | 005:100 | +4    | 06     |
| 3.                            | Uğur            | 3   | 1 | 0 | 2 | 003:400 | −1    | 03     |
| 4.                            | KaaPo           | 3   | 0 | 0 | 3 | 001:800 | −7    | 0      |
| Quelle: UEFA, Stand: Endstand |                 |     |   |   |   |         |       |        |

| H | Host |

### Gruppe 7
| Pl.                           | Verein                       | Sp. | S | U | N | Tore    | Diff. | Punkte |
| ----------------------------- | ---------------------------- | --- | - | - | - | ------- | ----- | ------ |
| 1.                            | Győr-Moson-Sopron County (H) | 3   | 2 | 1 | 0 | 006:000 | +6    | 07     |
| 2.                            | Hradec Králové               | 3   | 2 | 1 | 0 | 005:300 | +2    | 07     |
| 3.                            | East Sarajevo                | 3   | 1 | 0 | 2 | 005:900 | −4    | 03     |
| 4.                            | San Marino                   | 3   | 0 | 0 | 3 | 003:700 | −4    | 0      |
| Quelle: UEFA, Stand: Endstand |                              |     |   |   |   |         |       |        |

| H | Host |

### Gruppe 8
| Pl.                           | Verein          | Sp. | S | U | N | Tore    | Diff. | Punkte |
| ----------------------------- | --------------- | --- | - | - | - | ------- | ----- | ------ |
| 1.                            | Toscana         | 3   | 2 | 0 | 1 | 008:300 | +5    | 06     |
| 2.                            | Dolny Śląsk (H) | 3   | 2 | 0 | 1 | 008:500 | +3    | 06     |
| 3.                            | Vaud            | 3   | 2 | 0 | 1 | 010:500 | +5    | 06     |
| 4.                            | Ialoveni        | 3   | 0 | 0 | 3 | 001:140 | −13   | 0      |
| Quelle: UEFA, Stand: Endstand |                 |     |   |   |   |         |       |        |

| H | Host |

## Finalturnier
Als Gastgeber des Finalturniers wird einer der acht Gastgeber der Zwischenrunden ausgewählt. Am 18. Dezember 2018 gab die UEFA bekannt, dass der Bayerische Fußball-Verband das Finalturnier des UEFA Regions’ Cup 2019 ausrichtet.
Das Finalturnier fand vom 18. bis zum 26. Juni 2019 statt.

### Qualifizierte Teams
Folgende Teams haben sich für das Finalturnier qualifiziert.
| Team                            | Art der Qualifikation             | Datum der Qualifikation |
| ------------------------------- | --------------------------------- | ----------------------- |
| Russland: Southern Region       | Sieger Gruppe 1 der Zwischenrunde | 24. Okt. 2018           |
| Slowakei: West Slovakia         | Sieger Gruppe 2 der Zwischenrunde | 22. Sep. 2018           |
| Frankreich: Ligue de Normandie  | Sieger Gruppe 3 der Zwischenrunde | 18. Sep. 2018           |
| Türkei: Istanbul                | Sieger Gruppe 4 der Zwischenrunde | 10. Okt. 2018           |
| Deutschland: Bayern (Gastgeber) | Sieger Gruppe 5 der Zwischenrunde | 3. Okt. 2018            |
| Spanien: Castilla y León        | Sieger Gruppe 6 der Zwischenrunde | 8. Okt. 2018            |
| Tschechien: Hradec Králové      | Sieger Gruppe 7 der Zwischenrunde | 20. Juni 2018           |
| Polen: Dolny Śląsk              | Sieger Gruppe 8 der Zwischenrunde | 15. Okt. 2018           |

### Auslosung
Die Auslosung der Gruppen des Finalturniers fand am 13. März 2019 in der Halbzeit der UEFA Champions League Achtelfinal-Partie zwischen dem FC Bayern München und dem FC Liverpool in der Allianz Arena in München statt. Die acht Teams wurden in zwei Gruppen mit je vier Teams gelost. Die bayerische Auswahl war als Team A1 gesetzt.
Die Auslosung ergab folgende Gruppen:
| Gruppe   | Teams                                                                                                   |
| -------- | --- |
| Gruppe A | Deutschland: Bayern (Gastgeber) Slowakei: West Slovakia Türkei: Istanbul Frankreich: Ligue de Normandie |
| Gruppe B | Russland: Southern Region Polen: Dolny Śląsk Tschechien: Hradec Králové Spanien: Castilla y León        |

### Spielstätten
Das Turnier fand in 5 Spielstätten in Bayern statt.
- Hammerbachstadion, Landshut
- Städtisches Stadion Kelheim, Kelheim
- Anton-Treffer-Stadion, Neustadt an der Donau
- Stadion Hankofen, Hankofen (Leiblfing)
- Wacker-Arena, Burghausen

### Gruppenphase
Die Gruppenphase fand vom 18. bis zum 23. Juni 2019 in Niederbayern statt.
Die beiden Gruppensieger qualifizierten sich für das Finale am 26. Juni 2019 in Burghausen. Die beiden Gruppenzweiten erhielten als Drittplatzierte des Turniers Bronzemedaillen.

#### Gruppe A
| Pl.                           | Verein        | Sp. | S | U | N | Tore    | Diff. | Punkte |
| ----------------------------- | ------------- | --- | - | - | - | ------- | ----- | ------ |
| 1.                            | Bayern (H)    | 3   | 2 | 1 | 0 | 003:100 | +2    | 07     |
| 2.                            | Istanbul      | 3   | 2 | 0 | 1 | 005:300 | +2    | 06     |
| 3.                            | Normandie     | 3   | 1 | 0 | 2 | 003:300 | ±0    | 03     |
| 4.                            | West Slovakia | 3   | 0 | 1 | 2 | 002:600 | −4    | 01     |
| Quelle: UEFA, Stand: Endstand |               |     |   |   |   |         |       |        |

| 1. Spieltag (Dienstag, 18. Juni 2019 um 14:00 Uhr in Kelheim)    |     |                    |
| West Slovakia                                                    | 1:3 | Istanbul           |
| 1. Spieltag (Dienstag, 18. Juni 2019 um 18:45 Uhr in Kelheim)    |     |                    |
| Bayern                                                           | 1:0 | Ligue de Normandie |
| 2. Spieltag (Donnerstag, 20. Juni 2019 um 13:00 Uhr in Hankofen) |     |                    |
| Istanbul                                                         | 2:1 | Ligue de Normandie |
| 2. Spieltag (Donnerstag, 20. Juni 2019 um 14:30 Uhr in Landshut) |     |                    |
| Bayern                                                           | 1:1 | West Slovakia      |
| 3. Spieltag (Sonntag, 23. Juni 2019 um 10:30 Uhr in Landshut)    |     |                    |
| Istanbul                                                         | 0:1 | Bayern             |
| 3. Spieltag (Sonntag, 23. Juni 2019 um 10:30 Uhr in Neustadt)    |     |                    |
| Ligue de Normandie                                               | 2:0 | West Slovakia      |

#### Gruppe B
| Pl.                           | Verein          | Sp. | S | U | N | Tore    | Diff. | Punkte |
| ----------------------------- | --------------- | --- | - | - | - | ------- | ----- | ------ |
| 1.                            | Dolny Śląsk     | 3   | 1 | 2 | 0 | 004:300 | +1    | 05     |
| 2.                            | Castilla y León | 3   | 1 | 1 | 1 | 005:300 | +2    | 04     |
| 3.                            | Hradec Králové  | 3   | 1 | 1 | 1 | 003:500 | −2    | 04     |
| 4.                            | Southern Region | 3   | 1 | 0 | 2 | 002:300 | −1    | 03     |
| Quelle: UEFA, Stand: Endstand |                 |     |   |   |   |         |       |        |

| 1. Spieltag (Dienstag, 18. Juni 2019 um 14:00 Uhr in Neustadt)   |     |                 |
| Hradec Králové                                                   | 0:3 | Castilla y León |
| 1. Spieltag (Dienstag, 18. Juni 2019 um 18:45 Uhr in Neustadt)   |     |                 |
| Southern Region                                                  | 0:1 | Dolny Śląsk     |
| 2. Spieltag (Donnerstag, 20. Juni 2019 um 16:00 Uhr in Kelheim)  |     |                 |
| Hradec Králové                                                   | 1:0 | Southern Region |
| 2. Spieltag (Donnerstag, 20. Juni 2019 um 18:00 Uhr in Hankofen) |     |                 |
| Dolny Śląsk                                                      | 1:1 | Castilla y León |
| 3. Spieltag (Sonntag, 23. Juni 2019 um 18:00 Uhr in Hankofen)    |     |                 |
| Dolny Śląsk                                                      | 2:2 | Hradec Králové  |
| 3. Spieltag (Sonntag, 23. Juni 2019 um 17:30 Uhr in Hankofen)    |     |                 |
| Castilla y León                                                  | 1:2 | Southern Region |

### Finale
Das Finale fand am 26. Juni 2019 in der Wacker-Arena in Burghausen statt.
Laut Reglement gibt es bei einem Unentschieden nach der regulären Spielzeit Verlängerung und Elfmeterschießen.
| Bayern                                         | Bayern | Dolny Śląsk | Dolny Śląsk | Aufstellung                          |
| ---------------------------------------------- | --- | --- | ----------- | ------------------------------------ |
| Bayern                                         | \| Finale des UEFA Regions Cup 2019 \| \| 26. Juni 2019 in Burghausen (Wacker-Arena) \| \| Ergebnis: 2:3 (1:1) \| \| Schiedsrichter: Sebastian Colțescu ( Rumänien) \| \| Spielbericht \|              | \| Finale des UEFA Regions Cup 2019 \| \| 26. Juni 2019 in Burghausen (Wacker-Arena) \| \| Ergebnis: 2:3 (1:1) \| \| Schiedsrichter: Sebastian Colțescu ( Rumänien) \| \| Spielbericht \|                                                         | Dolny Śląsk | Aufstellung Bayern gegen Dolny Śląsk |
| Bayern                                         | Dachs (1) – Koudossou (13), Bauer (5), Marx (4) (58. Imgrund), Gebhart (2) (75. Root) – Takahara (7), Fischer (11) (87. Ekin), Weiser (6) – Fries (20), Kraus (8) – Türk (9) Cheftrainer: Engin Yanova | Krawczyk (1) – Calinski (18), Pozarycki (4), Niewiadomski (3), Slonecki (5) – Jaros (17), Tomaszewski (21), Bohdanowicz (8), Burylo (11) (62. Repski) – Borowy (2) (54. Bońkowski), Traczyk (6) (87. Niemienionek) Cheftrainer: Grzegorz Kowalski | Dolny Śląsk | Aufstellung Bayern gegen Dolny Śląsk |
| Bayern                                         | 1:0 Türk (35., Foulelfmeter) 2:3 Ekin (90., Foulelfmeter) | 1:1 Jaros (41.) 1:2 Traczyk (47., Foulelfmeter) 1:3 Bohdanowicz (80., Foulelfmeter) | Dolny Śląsk | Aufstellung Bayern gegen Dolny Śląsk |
| Bayern                                         | Jaros verwandelt den Nachschuss seines gehaltenen Elfmeters (41.) | | Dolny Śląsk | Aufstellung Bayern gegen Dolny Śląsk |
| Finale des UEFA Regions Cup 2019               | | |             |                                      |
| 26. Juni 2019 in Burghausen (Wacker-Arena)     | | |             |                                      |
| Ergebnis: 2:3 (1:1)                            | | |             |                                      |
| Schiedsrichter: Sebastian Colțescu ( Rumänien) | | |             |                                      |
| Spielbericht                                   | | |             |                                      |

## Statistik

### Torschützen
| Position | Spieler                 | Team          | Vorrunde | Zwischenrunde | Finalturnier | Insgesamt |
| -------- | ----------------------- | ------------- | -------- | ------------- | ------------ | --------- |
| 1        | Aretas Gėgžna           | Nevėžis       | 6        | 1             | —            | 7         |
| 2        | Vilius Giedraitis       | Nevėžis       | 6        | 0             | —            | 6         |
| 2        | Željko Štulec           | Zagreb        | —        | 6             | —            | 6         |
| 2        | Thomas Vauvy            | Normandie     | —        | 6             | 0            | 6         |
| 5        | Christopher Colvin-Owen | South Wales   | 5        | 0             | —            | 5         |
| 5        | Gabriel Mihaescu        | Buzău County  | 2        | 3             | —            | 5         |
| 5        | Yunus Topal             | Istanbul      | —        | 3             | 2            | 5         |
| 8        | Marko Blagojević        | East Sarajevo | —        | 4             | —            | 4         |
| 8        | Gentian Bunjaku         | Vaud          | —        | 4             | —            | 4         |
| 8        | Caner Güner             | Istanbul      | —        | 3             | 1            | 4         |
| 8        | Stive Mendy             | Normandie     | —        | 4             | 0            | 4         |
| 8        | Christopher Quick       | South Wales   | 2        | 2             | —            | 4         |
| 8        | Maxime Roynel           | Normandie     | —        | 4             | 0            | 4         |
| 8        | Abdejalil Sahloune      | Normandie     | —        | 2             | 2            | 4         |
| 8        | Kornel Traczyk          | Dolny Śląsk   | —        | 2             | 2            | 4         |

### Erzielte Tore
- Frankreich 22[50]
- Litauen 20
- Wales 17
- Türkei 17
- Kroatien 17

### Schüsse
- Frankreich 123[50]
- Deutschland 108
- Polen 106
- Spanien 105
- Rumänien 96

### Schüsse aufs Tor
- Frankreich 66[50]
- Polen 49
- Deutschland 43
- Rumänien 39
- Türkei 39